# Giuseppe Brognoli
Giuseppe Brognoli (Borgo San Giacomo, 22 novembre 1939) è un ex calciatore italiano, di ruolo attaccante.

## Carriera
Giocò due stagioni in Serie A  dal 1959 al 1961 con il Lanerossi Vicenza per complessive 10 presenze ed una rete nella sconfitta esterna contro la SPAL del 7 maggio 1961.
Ha inoltre disputato il campionato di Serie B 1962-1963 nelle file del Cosenza, totalizzando 19 presenze e 2 reti.